# 郑励志
郑励志（1924年9月—），台湾台北人，中华人民共和国日本问题专家，复旦大学教授，台湾民主自治同盟上海市委原主委，上海市政协原副主席，第七、八、九届全国政协委员。

## 荣誉

### 外国勋章奖章
- 旭日中绶章（日本，2015年11月3日公布[4]）